# Саль-э-Пратвьель
Саль-э-Пратвье́ль (фр. Salles-et-Pratviel, окс. Sales e Pratvièlh) — коммуна во Франции, находится в регионе Юг — Пиренеи. Департамент — Верхняя Гаронна. Входит в состав кантона Баньер-де-Люшон. Округ коммуны — Сен-Годенс.
Код INSEE коммуны — 31524.

## География

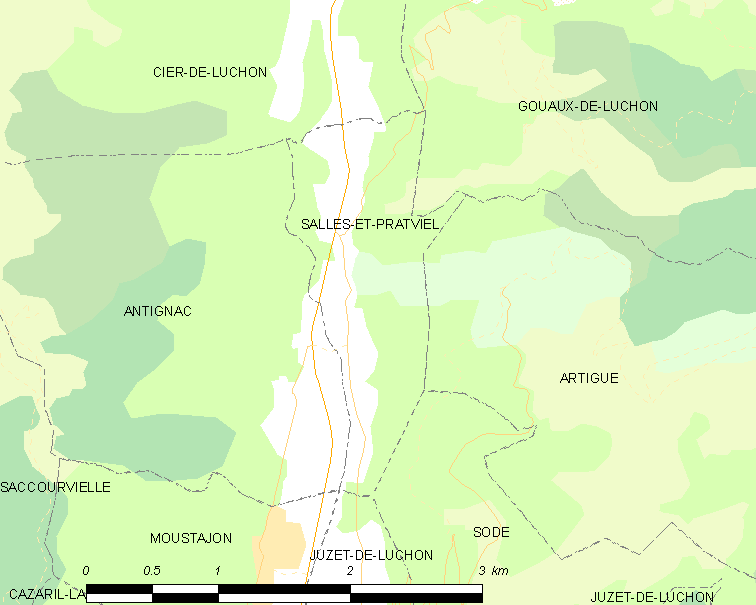
Карта коммуны

Коммуна расположена приблизительно в 690 км к югу от Парижа, в 110 км к юго-западу от Тулузы.
На западе коммуны протекает река Пик. Около половины территории коммуны занимают леса.

## Климат
Климат умеренно-океанический. Зима мягкая и снежная, весна характеризуется сильными дождями и грозами, лето сухое и жаркое, осень солнечная. Преобладают сильные юго-восточные и северо-западные ветры.

## Население
Население коммуны на 2010 год составляло 140 человек.
| 1962 | 1968 | 1975 | 1982 | 1990 | 1999 | 2010 |
| ---- | ---- | ---- | ---- | ---- | ---- | ---- |
| 82   | 88   | 98   | 90   | 129  | 118  | 140  |

## Администрация
| Период | Период | Фамилия             | Партия | Примечания |
| ------ | ------ | ------------------- | ------ | ---------- |
| 1935   | 1951   | Франсуа Пеньо       |        |            |
| 1951   | 1965   | Жан-Мари Бонзон     |        |            |
| 1965   | 1971   | Жан-Мари Сен-Мартен |        |            |
| 1971   | 1992   | Этьен Сен-Мартен    |        |            |
| 1992   | 1998   | Жан-Поль Вюйан      |        |            |
| 1998   | 2020   | Ален Пюант          |        |            |

## Экономика
В 2010 году среди 86 человек трудоспособного возраста (15—64 лет) 71 были экономически активными, 15 — неактивными (показатель активности — 82,6 %, в 1999 году было 70,7 %). Из 71 активных жителей работали 69 человек (42 мужчины и 27 женщин), безработных было 2 (0 мужчин и 2 женщины). Среди 15 неактивных 4 человека были учениками или студентами, 4 — пенсионерами, 7 были неактивными по другим причинам.

## Фотогалерея

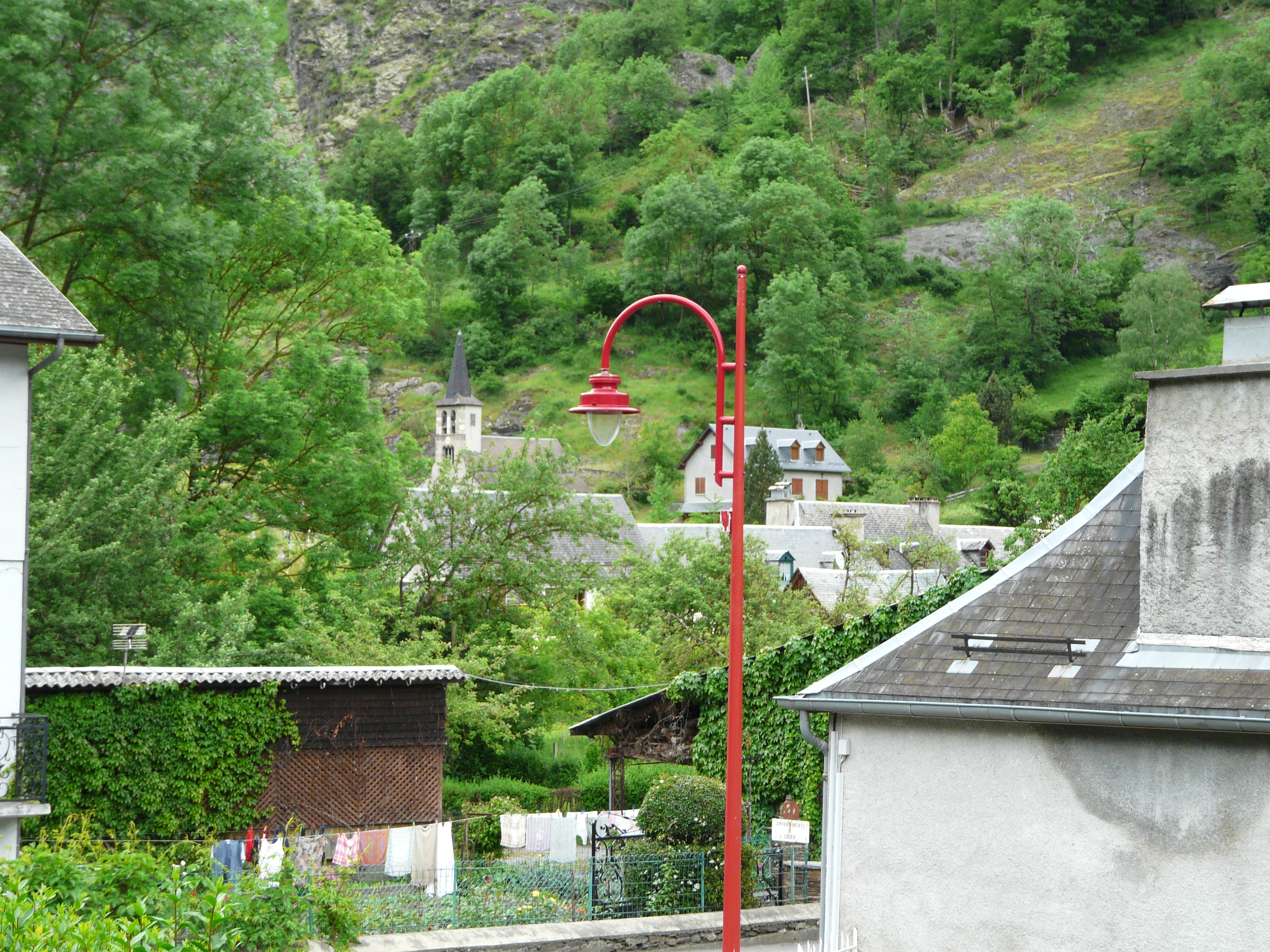
Саль-э-Пратвьель
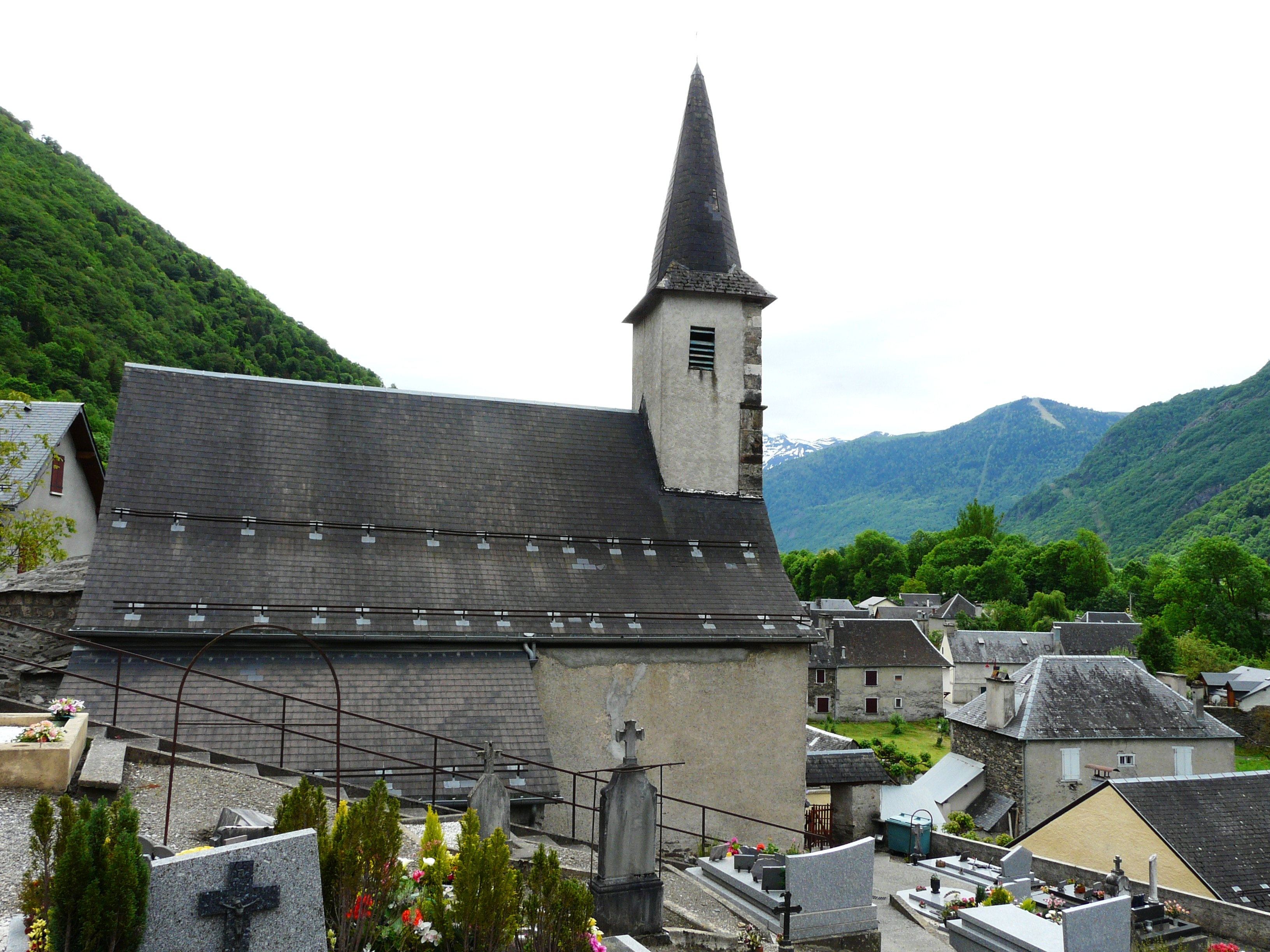
Церковь
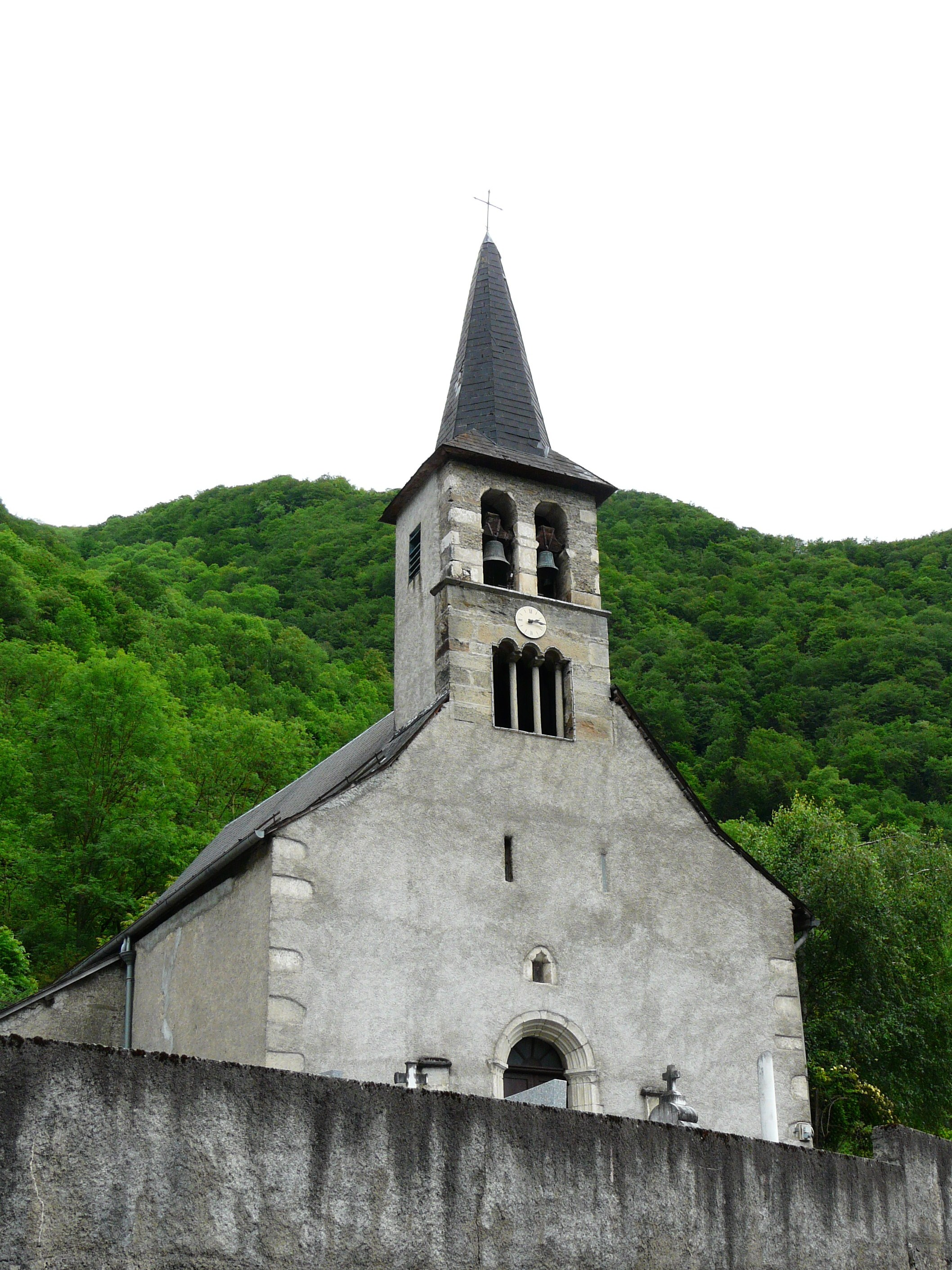
Церковь
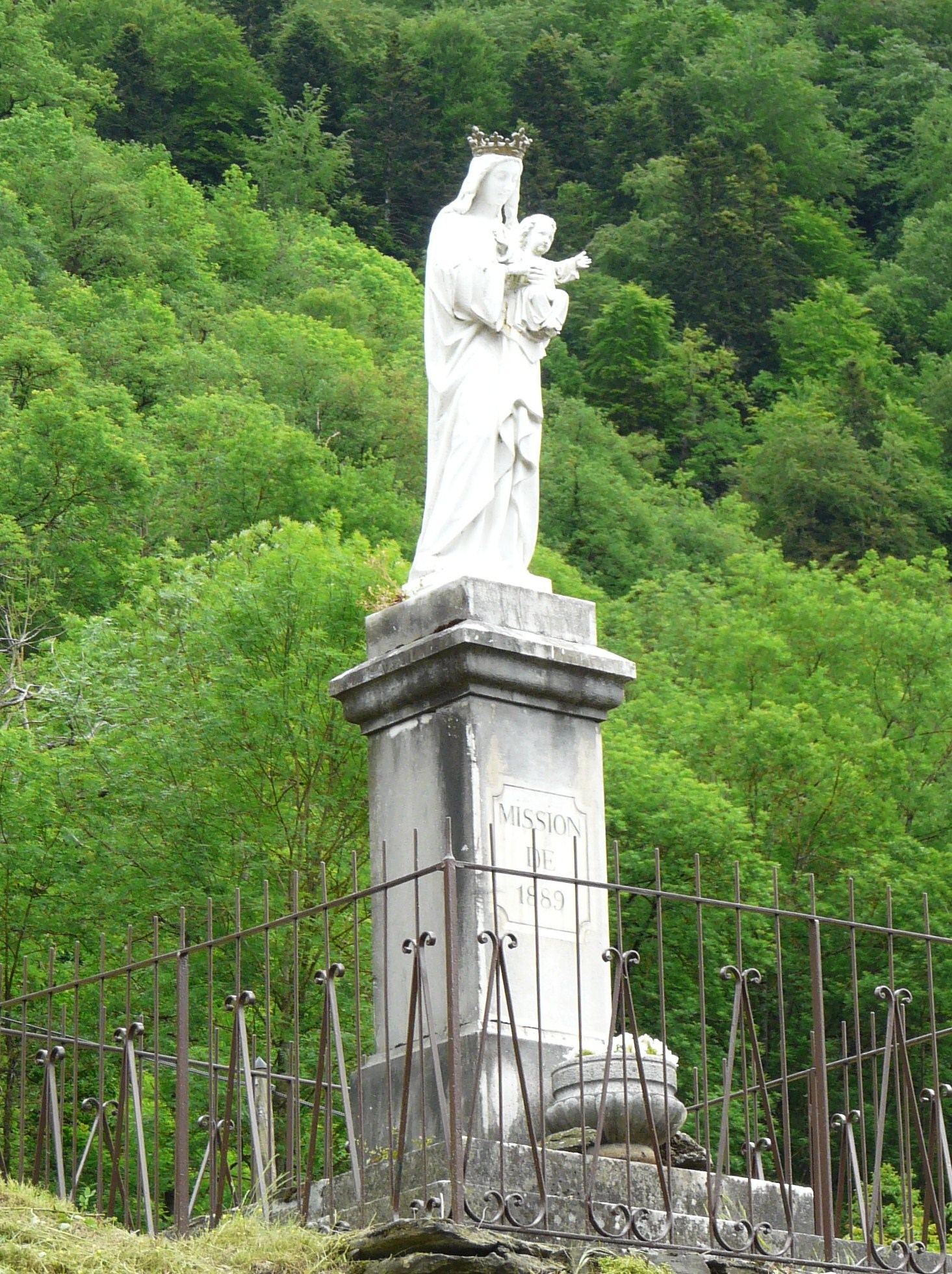
Статуя Богоматери
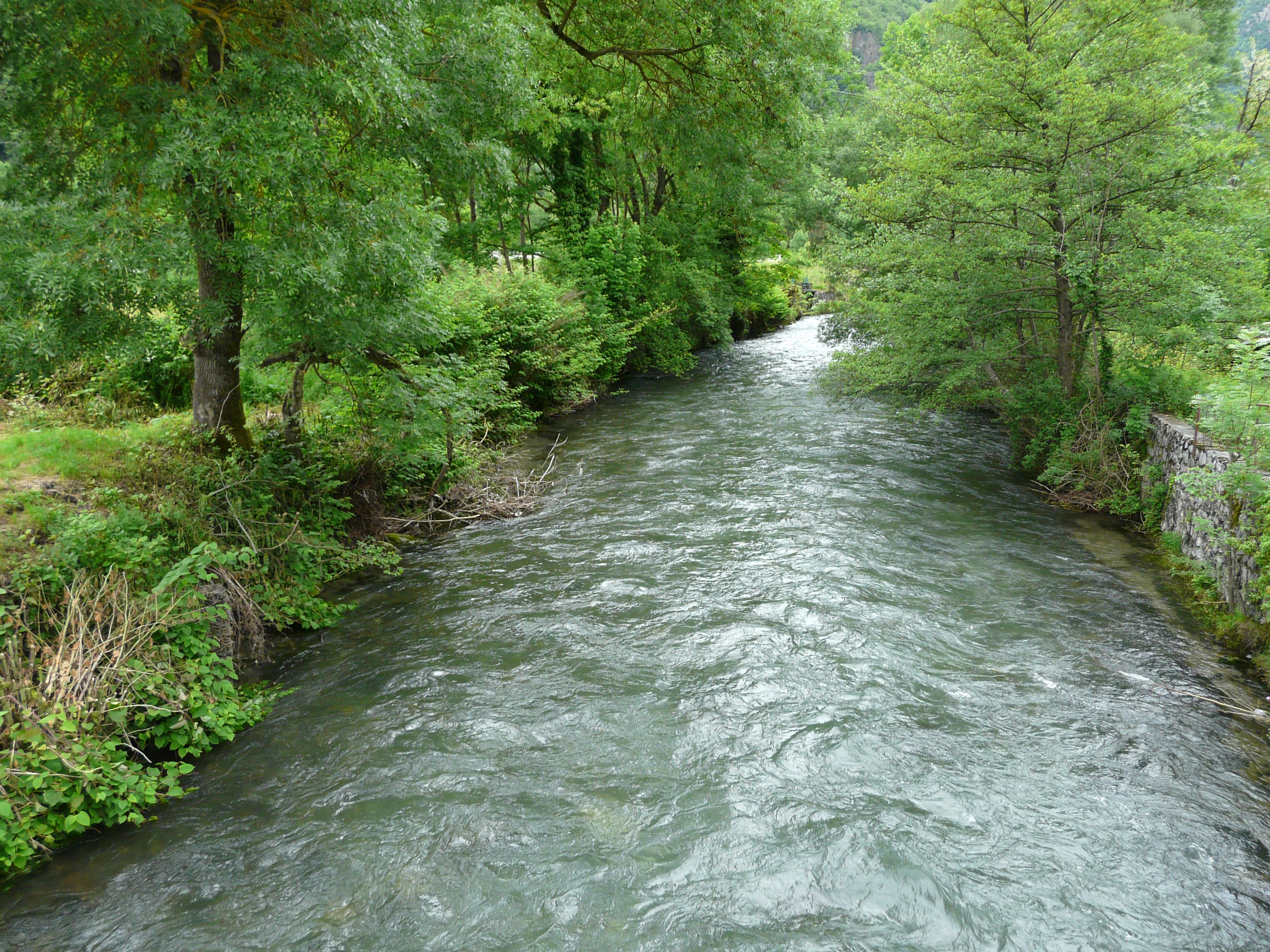
Река Пик
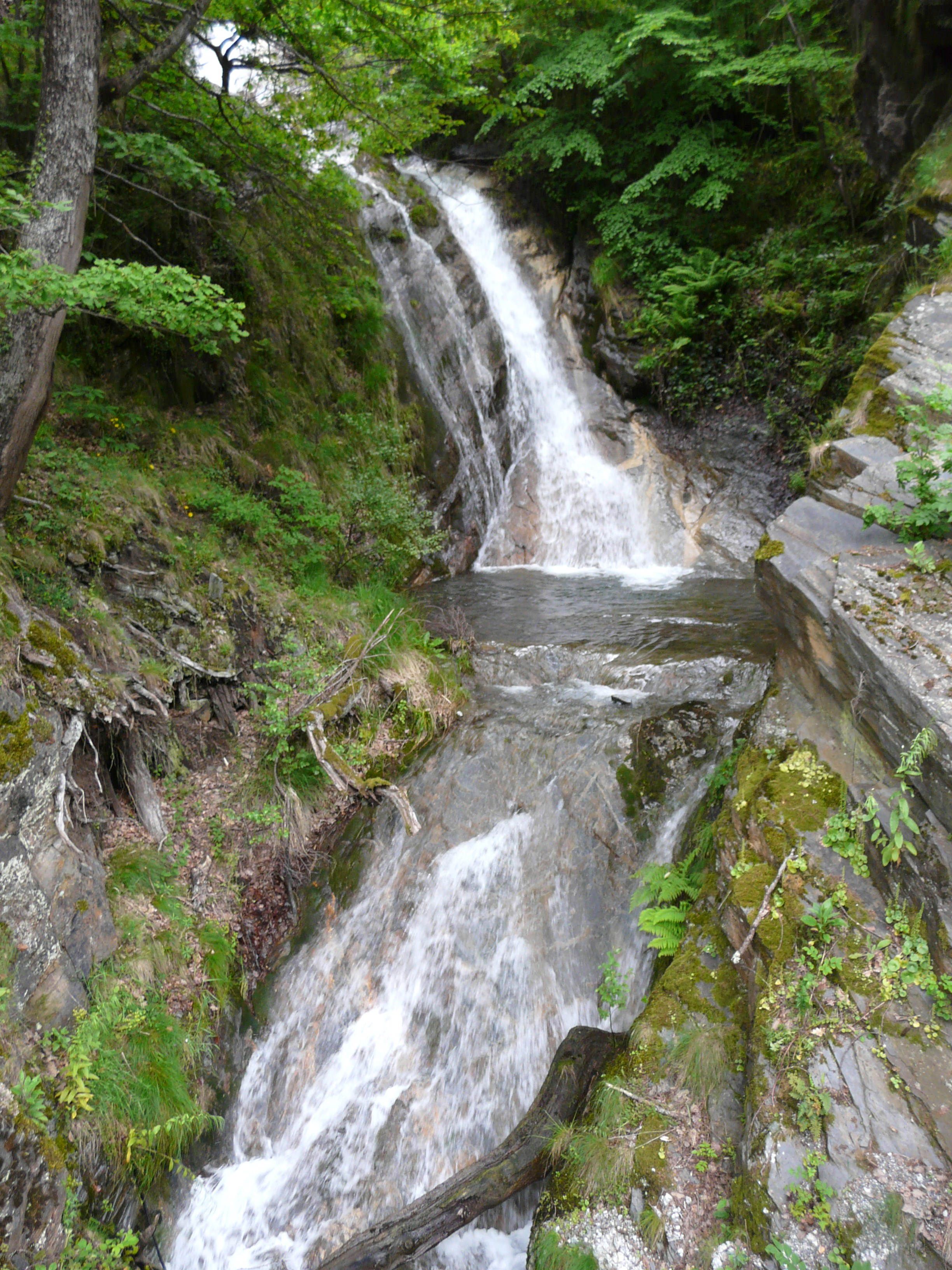
Водопад Гуо